# Dragonheads
Dragonheads er en ep fra det finske viking/folk metal-band Ensiferum. Den blev udgivet 15. februar 2006 af Spinefarm Records. Det er den første Ensiferumudgivelse med de dengang nye medlemmer Petri Lindroos, Sami Hinkka og Janne Parviainen. "Warrior's Quest" og "White Storm" er genindspilninger af sange fra bandets anden demo. "Finnish Medley" er et medley af de finske traditionelle melodier "Karjalan Kunnailla", "Myrskyluodon Maija" og "Metsämiehen Laulu".

## Spor
1. "Dragonheads" – 5:21
2. "Warrior's Quest" – 4:53
3. "Kalevala-Melody" – 1:47
4. "White Storm" – 4:56
5. "Into Hiding" – 3:49
6. "Finnish Medley" – 5:09